# The Essential Electric Light Orchestra
The Essential Electric Light Orchestra es un compilado de Electric Light Orchestra y publicado por Sony Music en 2003.
Se trata de una colección de temas incluidos en álbumes de estudio del grupo desde "ELO 2" (1973) hasta "Balance of Power" (1986).

## Canciones
Todas las canciones compuestas y producidas por Jeff Lynne, excepto "Roll Over Beethoven", compuesta por
Chuck Berry.
1. "Evil Woman" - 4:20
(Grabada entre mayo y junio de 1975 y publicada en "Face the Music" en dicho año).
2. "Do Ya" - 3:44
(Grabada en julio de 1976 y publicada en "A New World Record" en dicho año).
3. "Can't Get It Out of My Head" - 4:22
(Grabada entre febrero y agosto de 1974 y publicada originalmente en "Eldorado" en dicho año).
4. "Mr. Blue Sky" - 5:06
(Grabada entre mayo y agosto de 1977 y publicada originalmente en "Out of the Blue" en dicho año).
5. "Strange Music" - 4:05
(Grabada entre mayo y junio de 1975 y publicada originalmente en dicho año).
6. "Livin' Thing" - 3:33
(Grabada en julio de 1976 y publicada originalmente en dicho año).
7. "Turn To Stone" - 3:48
(Grabada entre mayo y agosto de 1977 y publicada originalmente en dicho año).
8. "Sweet Talkin' Woman" - 3:48
(Grabada entre mayo y agosto de 1977 y publicada originalmente en dicho año).
9. "Telephone Line" - 4:46
(Grabada en julio de 1976 y publicada originalmente en dicho año).
10. "Shine A Little Love" - 4:42
(Grabada entre marzo y abril de 1979 y publicada originalmente en "Discovery" en dicho año).
11. "Hold On Tight" - 3:06
(Grabada en mayo de 1981 y publicada originalmente en "Time" en dicho año).
12. "Calling America" - 3:27
(Grabada entre febrero de 1985 y enero de 1986 y publicada originalmente en "Balance of Power" en 1986).
13. "Rock And Roll Is King" - 3:16
(grabada entre diciembre de 1982 y febrero de 1983 y publicada originalmente en "Secret Messages" en 1983).
14. "Don't Bring Me Down" - 4:03
(Grabada entre marzo y abril de 1979 y publicada originalmente en dicho año).
15. "Roll Over Beethoven" (Chuck Berry) - 4:31
(Grabada en septiembre de 1972 y publicada originalmente en "ELO 2" en 1973).